# ちとせetc.
『ちとせetc.』（ちとせエトセトラ）は、吉住渉による日本の漫画作品。
『マーガレット』（集英社）にて2009年19号から2012年15号まで連載されていた。2006年頃から主に女性誌の『コーラス』で活動してきた作者にとって、久々の少女漫画誌での連載となった。また、月2回の連載ペースも本作が初めてである。単行本は全7巻。

## あらすじ
沖縄で暮らす少女・ちとせは夏休みのある日、友達とはぐれたという観光客・幸翔（ゆきと）と知り合い、運命の恋に落ちる。
この恋をひと夏の思い出にしたくないちとせは、東京に住む兄の協力で、幸翔を追いかけて同じ学校に転入する。だが、両想いだと思っていたのはちとせだけだった。幸翔には5年近く付き合っている本命の彼女・清綾（さあや）がいた。
失意のどん底に落とされたちとせだったが、今更沖縄に戻るわけにもいかない。楽しい学園生活を送れるように全力でバックアップすると言う幸翔の言葉を信じ、幸翔や清綾たちが入っている祭部に入部することになるが、2人の関係にはただならぬ過去があるようで……。

## 登場人物
声の項はモーションコミック版。

### 灰澤学園祭部
灰澤学園には普通科と芸能科がある。生徒会が存在せず、祭部が学園祭や七夕・プロムなどの学内イベントを企画・運営する。
金城 ちとせ（かねしろ ちとせ）
声 - 冨岡美沙子
芸能プロダクションを名乗る男にからまれているところを、沖縄に旅行に来ていた幸翔に助けられ、そのお礼に観光案内をしキスをされる。運命の相手だと直感し、幸翔を追って東京の灰澤学園の普通科に1年の2学期に転入するが、すぐに失恋してしまう。幸翔に対する想いを忘れるために駿と付き合い始めるが、4人が互いの本当の気持ちに気付くきっかけとなる。
基本的に楽しいことが大好きな沖縄特有の気質の持ち主。なお名字の読みは沖縄で一般的な「きんじょう」ではなく、本土に多い「かねしろ」である。
古谷 幸翔（ふるや ゆきと）
声 - 村田太志
普通科1年生。通称・ユキ。清綾とは小学5年生の時に病院で知り合った。同じ病気にかかっていたということからお互い好意を持ち始め、交際へといたる。
付き合いで、互いに息抜きの軽い浮気ならOKと約束を交わしている。心の底ではちとせに惹かれている。ちとせと同じマンションの同じ階の203号室に姉と同居している。
同じ病気で入院していた少年・岬が清綾のことを好きだったことを知りながらの秘密の交際だったため、手術直前に清綾とキスしているところを見られてしまい、岬の死に罪悪感を持っている。そのため岬の好きだった清綾を一生守っていくことを決めた。
相原 清綾（あいはら さあや）
声 - 国仲奏絵
芸能科1年生。幸翔の彼女。母親が芸能事務所の社長と知り合いで、頼まれてテレビドラマなどに端役で出演するが、本人はあまりやる気がない。幸翔との仲は学内に知れ渡っており、分をわきまえて「浮気」と自覚している女子には何も言わないが、本気で幸翔を奪おうとする女子には容赦なく牽制する。
幸翔とは小学5年生の時に同じ病気で同じ病院に入院していたのがきっかけで仲良くなった。2人とも現在は治癒し健康体だが、定期検診は受けている。
赤石 駿（あかいし しゅん）
声 - 樋柴智康
普通科1年生。ちとせと同じクラス。入学直後、清綾に一目ぼれするが、幸翔との関係を優先したい清綾に拒まれる。
ちとせが幸翔を忘れられるように、また自身の肉体的欲求からちとせに交際を申し込む。これまで特定の彼女はいなかったが、セフレはいたため経験は豊富。ちとせにも早い段階から肉体関係を迫るが拒否され、ちとせの意志を尊重する約束をする。
藤家 緑子（ふじいえ みどりこ）
声 - 渡辺知愛
普通科2年生。祭部で唯一の2年生で部長。普段はツインテールだが、部長バージョンになると髪を下ろし、眼鏡をかけ雰囲気が一変する。
市井 奏太（いちい かなた）
声 - 行方洸二
普通科1年生。野生の勘で空気を読むタイプらしい。

### その他
金城 唯（かねしろ ただし）
ちとせの兄。人気ファンタジー小説家。ペンネームは魅神ユイ（みかみ ゆい）。緑子が大ファン。ちとせが上京できるように嘘八百を並び立てて両親を説得した。
元々は『コーラス』で連載された「スパイシーピンク」の登場人物で、全く沖縄っぽくなかったが、“手抜き”ではなく“エコ”だと自分に言い聞かせて流用した。
古谷 優香（ふるや ゆうか）
幸翔の姉。大学3年生。唯が引っ越しの挨拶の時に「美人」と目を付け、夕食を共にした際にデートに誘うが、彼氏の存在を仄めかし軽くあしらう。
夏目 岬（なつめ みさき）
幸翔と清綾と同じ病気で同じ病院に入院していた少年。清綾のことが好きだった。幸翔と清綾のキスシーンを目撃するも、2人は弁解の余地を与えられないまま手術の甲斐なく亡くなり、2人が交際するきっかけとなった。

## 番外編
ちとせetc. 〜ちとせのマブイ〜
『マーガレット』2010年3・4合併号別冊ふろく掲載
一緒に夕食を取ることになった金城兄妹と古谷姉弟。唯とちとせは沖縄の風習「マブイを落とす」について話し始める。
ちとせetc. 番外編 幸翔etc.
『マーガレット』2011年3・4合併号 別冊ふろく掲載
ちとせに対して特別な想いを抱いていると自覚し始めた幸翔の物語。

## 書誌情報
- 吉住渉 『ちとせetc.』 集英社〈マーガレットコミックス〉 全7巻
  1. 2010年02月25日発売、ISBN 978-4-08-846496-1、「ちとせのマブイ」収録
  2. 2010年06月25日発売、ISBN 978-4-08-846536-4
  3. 2010年11月25日発売、ISBN 978-4-08-846594-4
  4. 2011年04月25日発売、ISBN 978-4-08-846642-2、「幸翔etc.」及び下記エッセイ収録
    - スペイン・バルセロナに行ってきました!（『マーガレット』2010年24号掲載） - 2010年度サロン・デル・マンガの様子のレポート
    - スペイン・バルセロナに行ってきました! 2（描き下ろし）

  5. 2011年10月25日発売、ISBN 978-4-08-846709-2
  6. 2012年03月23日発売、ISBN 978-4-08-846753-5
  7. 2012年09月25日発売、ISBN 978-4-08-846828-0

## モーションコミック
2014年6月2日より、J:COM オン デマンドやauビデオパスなどau/J:COMの動画配信サービスでモーションコミックが配信された。マーガレット&別冊マーガレットは50周年の企画のうちのひとつ。現在は配信終了。